# Three colloquies for horn and orchestra
Three colloquies for horn and orchestra is een compositie van William Schuman.
Hij schreef het werk op verzoek van het New York Philharmonic, dat al meerdere werken bij Schuman had besteld en betrokken was bij meerdere premières van Schumans werk. Schuman zag een mogelijkheid zijn kennis van de hoorn uit te breiden in vervolg op een hoornsolo in zijn werk Young dead soldiers. Hij wilde als uitgangspunt geen hoornconcert schrijven; hij wilde hiermee voorkomen dat het een werk vol virtuositeit zou worden. De werktitel French horn fantasy sneuvelde ook al omdat de componist inzag dat het ook geen fantasie werd. Hij eindigde met de titel Three colloquies, colloquies staande voor samenspraak, gesprek.
Het werk bestaat uit drie delen die zonder pauze gespeeld moeten worden:
- I. Rumination (overdenking); in dit grotendeels langzame deel komt de hoorn langzaam als solo-instrument naar voren; het deel eindigt met een herhaling van het begin; een belangrijke partij is weggelegd voor de pauken
- II. Renewal (vernieuwing); het snelle deel; kent zelf ook een driedelig opzet, waarin de hoorn "contact maakt" met het orkest; het deel wordt uitgeluid door een wegstervende paukenpartij
- III. Remembrance (herinnering); het thema uit het eerste deel komt in diverse orkestgroepen terug; het werk eindigt met de hoorn die te horen is over gedempte strijkinstrumenten.

Philip F. Myers, hoornist van het NYP was solist tijdens de première gehouden op 24 januari 1980, dirigent was Zubin Mehta. Deze combinatie heeft het werk nog enkele keren daarna gespeeld. Zij zijn ook de uitvoerenden op de enige plaatopname, die in 1987 verscheen bij New World Records, gespecialiseerd in Amerikaanse muziek.
Orkestratie:
- solohoorn
- 3 dwarsfluiten, 2 hobo’s, 3 klarinetten, 2 fagotten
- 3 trompetten (hoorns in het orkest, trombones en tuba ontbreken)
- pauken, 4 man/vrouw percussie, piano/celesta, 1 harp
- violen, altviolen, celli, contrabassen